# Austrolimnophila oroensis
Austrolimnophila oroensis är en tvåvingeart som beskrevs av Alexander 1943. Austrolimnophila oroensis ingår i släktet Austrolimnophila och familjen småharkrankar.
Artens utbredningsområde är Ecuador. Inga underarter finns listade i Catalogue of Life.